# DJ Fou
DJ Fou, de son vrai nom Sébastien Santovito, est un DJ et instrumentiste français. DJ Fou est un ancien membre du groupe Collectif Métissé.

## Biographie
À la fin des années 1990, DJ Fou est produit par Jean-Marc Bavard qui présentera son titre Je mets le waï, qui mélange ragga et makina, à différents labels. En juillet 1999, DJ Fou signe avec Universal et sort Je mets le waï, qui reste classé au Top 44 pendant 20 semaines, entre juillet et décembre 1999. L'année suivante, en 2000, il sort son premier et unique album, intitulé Nyctalopie, d'inspiration electro-dance qui contient 23 titres dont le titre Donne-moi le tempo (classé top 51 pendant 4 semaines).
Il poursuit sa carrière de disc jockey avec succès dans divers événements de France depuis lors. Il joue notamment la 21e édition de la Fête du cassoulet de Castelnaudary en 2022. Il ressort ensuite plusieurs titres en collaboration avec Soma Riba.
En 2020, pendant la pandémie de Covid-19 en France, il lance son programme musical Toutouyoufou sur les réseaux sociaux, depuis sa maison à Nègrepelisse, dans le Tarn-et-Garonne,. En novembre 2020, il atteint le 100e épisode. Le 28 mai 2022, il lance avec Boris et DJ Fanou la tournée Carrément tubes à Cahors.

## Discographie

### Album studio
- 2000 : Nyctalopie (Universal Licensing Music)

### Singles et EP
- 1998 : Je mets le waï (Podis)
- 2000 : Arrête de te la jouer (Universal Licensing Music)
- 2000 : Donne-moi le tempo (Universal Licensing Music) (70e des charts français[4])
- 2003 : Fait peté
- 2004 : Yaka Dansé ! (U.L.M TV Market, Independance Records)
- 2004 : Le Dieu du son (Alleluya) (Believe Records)
- 2005 : Les Démons de minuit (avec Soma Riba) (V.Music ; 54e des charts français[8])
- 2005 : Femme libérée avec (Soma Riba) (Sterne ; 33e des charts français[9])
- 2005 : Vacances j'oublie tout (39e des charts français[10])